# Chorthippus alticola
Chorthippus alticola är en insektsart som beskrevs av Willy Adolf Theodor Ramme 1921. Chorthippus alticola ingår i släktet Chorthippus och familjen gräshoppor.

## Underarter
Arten delas in i följande underarter:
- C. a. alticola
- C. a. rammei